# Oligodendroglioom
Een oligodendroglioom is een type glioom, dat ontstaat uit Oligodendrocyten. In Nederland komt een oligodendroglioom niet vaak voor, per jaar krijgen 1 à 2 personen per 100.000 de diagnose oligodendroglioom. Het treft vooral mensen in de leeftijd van 41 tot en met 57 jaar en komt iets vaker voor bij mannen dan bij vrouwen.

## Symptomen
Net als bij alle soorten gliomen zijn er veel verschillende symptomen die veroorzaakt kunnen worden door een oligodendroglioom. In een groot aantal gevallen is er sprake van epileptische aanvallen. Daarnaast kan (door de druk van de tumor op de rest van de hersenen) een verscheidenheid aan neurologische en neuropsychologische symptomen optreden, zoals bijvoorbeeld uitval, slecht zicht of moeite met concentreren. Ook kunnen er gedragsveranderingen optreden. Hoofdpijn kan aanwezig zijn, maar dit hoeft zeker niet.

## Oorzaken
Er zijn geen oorzaken bekend. In een zeldzaam aantal gevallen lijkt erfelijkheid een rol te spelen, maar meestal niet. Ook zijn oligodendrogliomen geen gevolg van leefstijl. Een verband met het gebruik van mobiele telefoons is niet aangetoond.

## Diagnose

### Beeldvorming
Allereerst wordt er, door middel van een MRI met contrastvloeistof, vastgesteld dat er sprake is van een hersentumor. Hoewel er op een MRI wel aanwijzingen gevonden kunnen worden voor een oligodendroglioom, kan het type hersentumor nooit alleen op basis van een MRI worden vastgesteld. Het vervolg is daarom altijd een operatie (een craniotomie) of een biopsie nodig voor de definitieve diagnose.

### Operatie / biopsie
Afhankelijk van de locatie is een operatie mogelijk. Dit hangt af van de risico’s om gezond weefsel te raken, in het bijzonder als de tumor in of tegen essentiële hersengebieden aanligt (bijvoorbeeld voor het zicht of spraak). De neurochirurg gebruikt diverse technieken, zoals neuronavigatie, 5-ALA (waarmee een hooggradige tumor oplicht) of een wakkere craniotomie, waarbij de patiënt tijdens de operatie wordt bijgebracht om bijvoorbeeld spraak te testen.
Een craniotomie kan tussen de 3 en 8 uur duren, afhankelijk van de plek en het type (al dan niet wakker). De neurochirurg maakt een luikje in de schedel, snijdt door het hersenvlies en verwijdert zoveel mogelijk van de tumor. Na de operatie blijft de patiënt een dag of vier op de verpleegafdeling.
Als een operatie niet mogelijk is, volgt een biopt. Op basis van de MRI wordt bepaald van welk deel van de tumor de biopt genomen wordt, zodat de patholoog de juiste diagnose kan stellen.

### Pathologie
Na de operatie wordt een stukje van de tumor door de patholoog beoordeeld en vervolgens wordt de tumor geclassificeerd volgens de WHO 2021 CNS5-richtlijnen. Als er een IDH mutatie aanwezig is en er is sprake van 1p/q19 codeletie, dan spreekt met van een oligodendroglioom. Oligodendrogliomen komen voor in graad 2 en 3. Als er sprake is van vasculaire profileratie, necrose of een verhoogd aantal mitoses, dan spreekt men van graad 3. Wat een verhoogd aantal mitoses is, is niet gespecificeerd, maar in diverse studies wordt > 6 per HPF gehanteerd.
Doordat er in de laatste WHO-richtlijnen veel meer nadruk ligt op de histologische en moleculaire kenmerken, verdwijnt het belang van de graad iets naar de achtergrond. De behandeling is praktisch gelijk en de prognoses verschillen ook niet heel erg.

## Behandeling
Een oligodendroglioom is gevoelig voor behandeling, dankzij de 1p/19q codeletie, maar ook na behandeling zal een oligodendroglioom, net als andere gliomen, in principe weer terugkeren.

### Bestraling
Na de operatie of biopsie volgt er over het algemeen radiotherapie (bestraling). De radiotherapie bestaat meestal uit 28 (voor graad II) of 33 (voor graad III) bestralingen. Doordat de meeste oligodendroglioom patiënten nog relatief lang leven, komen ze vaak in aanmerking voor protonentherapie, waarbij met name de bijwerkingen op de lange termijn minder zijn. In principe start de radiotherapie een aantal weken na de operatie of biopsie, al wordt er in sommige gevallen gekozen voor een meer afwachtend beleid.
De meest voorkomende bijwerkingen bestaan uit plaatselijke haaruitval (op de plek waar bestraald wordt), een geïrriteerde huid en vermoeidheid. Daarnaast kunnen er nog andere bijwerkingen zijn, die afhankelijk van de te bestralen plek zijn.

### Chemotherapie
Na de radiotherapie volgt, na een paar rustweken, vaak chemotherapie. Bij een zuivere oligodendroglioom bestaat deze uit zes cycli van een combinatie van drie medicijnen: Procarbazine, CCNU, Vincristine (PCV). Een cyclus duurt zes tot acht weken. Op dag 1 wordt gestart met een dosis Lomustine (CCNU), op dag 8 t/m 21 volgen dagelijks capsules Procarbazine en op dag 8 en 29 wordt de Vincristine intraveneus toegediend.
De belangrijkste bijwerkingen zijn (vaak asymptomatische) afname van de functie van het beenmerg (de aanmaak van bloedplaatjes, witte en rode bloedcellen), toenemende vermoeidheid en klachten van perifere neuropathie (door de Vincristine). Over het algemeen zijn deze allen omkeerbaar. Er zijn meer mogelijke bijwerkingen, waaronder (maar niet uitputtend) het dunner worden van het haar (zelden volledige uitval), veranderingen in smaak, misselijkheid (vaak goed te controleren met anti-emetica) en obstipatie. Tijdens elke kuur wordt er op verschillende momenten gekeken naar de bloedwaarden, de leverfunctie en de nierfunctie.
Hoewel het streven zes cycli is, is er regelmatig sprake van een periode uitstel of dosisaanpassing. Een groot deel van de patienten haalt de zes cycli dan ook niet (of niet volledig). Dit lijkt niet gecorreleerd aan betere of slechtere (progressievrije) overleving.

### Targeted therapy
Sinds 2024 is Vorasidenib in een aantal gevallen een optie voor patiënten met een graad II oligodendroglioom. Hiermee wordt de groei van de tumor vertraagd (mediane progressievrije overleving van 27 maanden, tegenover 11 maanden in de placebogroep), waarmee chemotherapie en radiotherapie uitgesteld kan worden, wat gezien de relatief lange overleving verschil kan maken in de kwaliteit van leven.
Verder onderzoek moet uitwijzen of er ook effecten zijn voor graad III oligodendrogliomen en welke plek het precies in behandelplannen in kan nemen.

## Prognose
Van alle kwaadaardige gliomen heeft een oligodendroglioom een relatief goede prognose. Van de patiënten die radiotherapie en PCV chemotherapie hebben gehad, is na circa 15 jaar nog 50% in leven. Na 20 jaar is dat nog zo'n 35%. Individueel kan een prognose altijd anders zijn, door bijvoorbeeld leeftijd, performancestatus en mate van resectie.